# Українці Естонії
Українці Естонії — одна з найбільших національних меншин на території Естонії, чисельність якої за даними останнього перепису складає близько 22 000 людей — це третя за чисельністю етнічна група Естонії. Більшість українців Естонії проживає в Таллінні і в повітах Гар'юмаа,Тартумаа, Пярнумаа.

## Чисельність і місця проживання
| Повіт                                            | Українці        | Українці | Джерело |
| Повіт                                            | Кількість, осіб | %        | Джерело |
| ------------------------------------------------ | --------------- | -------- | ------- |
| Естляндська губернія                             |                 |          |         |
| Ревельський                                      | 80              | 0,05     | [ 3 ]   |
| Везенберзький                                    | 24              | 0,02     | [ 4 ]   |
| Вайсенштайнський                                 | 0               | 0        | [ 5 ]   |
| Гапсальський                                     | 126             | 0,15     | [ 6 ]   |
| Всього (Естляндська губернія):                   | 230             | 0,06     | [ 7 ]   |
| Ліфляндська губернія                             |                 |          |         |
| Езельський                                       | 212             | 0,35     | [ 8 ]   |
| Юріївський (Дерптський)                          | 32              | 0,02     | [ 9 ]   |
| Перновський                                      | 23              | 0,02     | [ 10 ]  |
| Феллінський повіт                                | 1               | 0,001    | [ 11 ]  |
| Верроський повіт                                 | 6               | 0,006    | [ 12 ]  |
| Всього (естонські повіти Ліфляндської губернії): | 274             | 0,05     | [ 13 ]  |
| Всього:                                          | 504             | 0,05     |         |

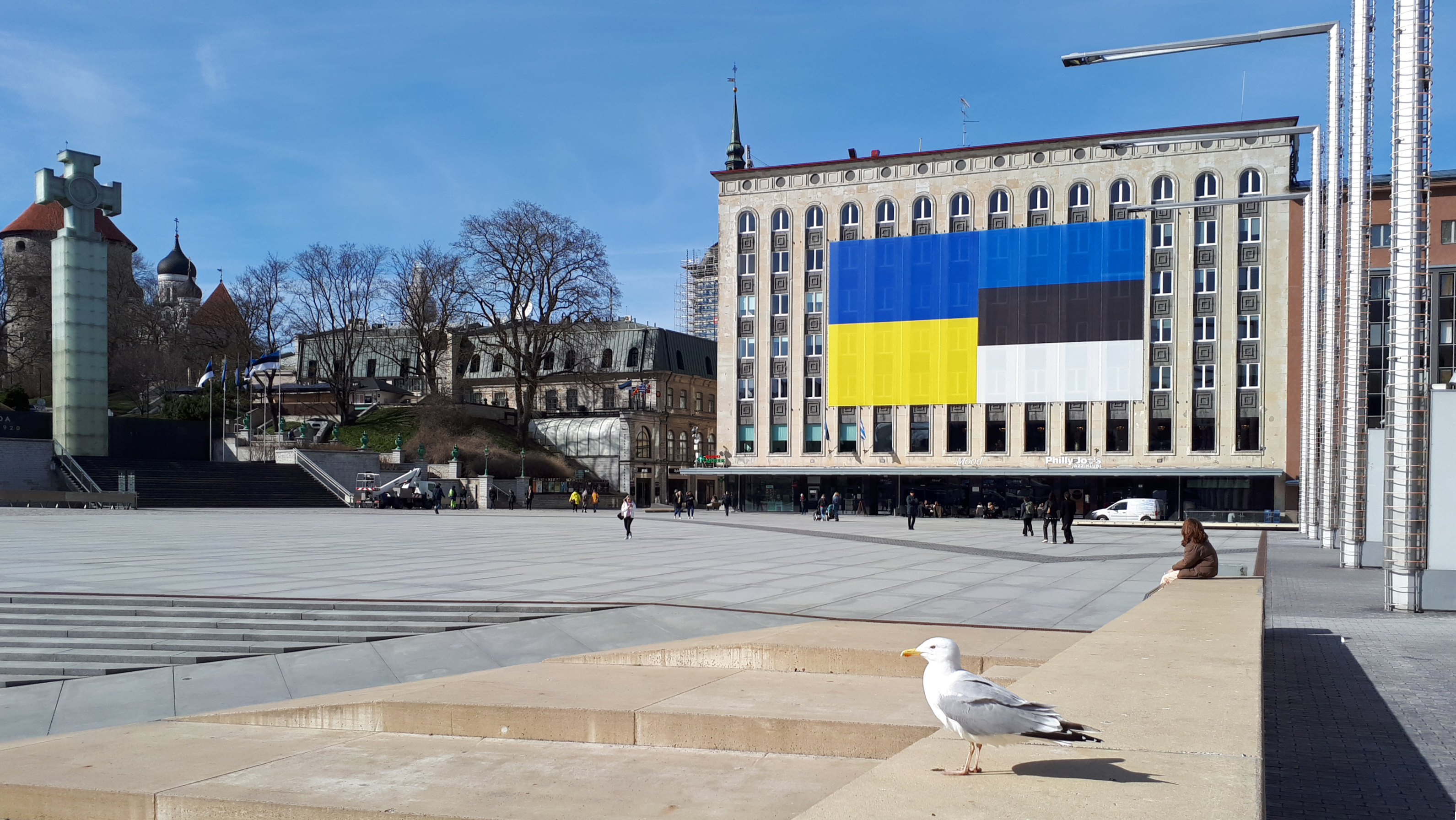
Прапори України та Естонії на площі Свободи, Таллін, квітень 2022 року

Перший український студентський осередок постав 1898 у Юр’ївському (нині Тартуський) університеті. Дещо раніше тут навчалися історики М. Закревський, М. Гулак, докторську дисертацію захистив освітянин І. Орлай; фізику викладав брат Лесі Українки М. Косач. На поч. 20 ст. в університеті існувало кілька українських студентських земляцтв, діяли їхній хор, драматичні гуртки і бібліотека. У цей період українці мали свою громаду також у м. Валк (нині м. Валга), де 1917 видавали газети «Український голос» та «Досвід». 1923 в Таллінні діяв Клуб громадян України. 
1934 року перепис населення зафіксував, що в Естонії проживало 92 українці. Їхня чисельність значно зросла після Другої світової війни. За доби СРСР радянські власті заохочували переїзд до Естонської РСР громадян інших республік за державним направленням на роботу та військову службу. За даними перепису населення 1989, чисельність українців в Естонії досягла 48,3 тис. осіб (3,1 % усього населення республіки). Половина їх мешкала в Таллінні, решта — в інших містах на півночі країни.
Від 1989 в Естонії діє Українське земляцтво, яке допомагає українцям адаптуватися до змін, що відбулися в суспільстві, займається культурно-просвітницькою діяльністю. При земляцтві діють українська недільна школа, курси естонської мови, «Пласт», фольклорний ансамбль «Журба», вокальна група «Відлуння», дитячий фольклорний колектив «Струмочок». Естонський уряд надає Українському земляцтву певну фінансову й організаційну допомогу.
Українці в Естонії є третьою за чисельністю етнічною групою населення після естонців і росіян. Після розпаду СРСР чимало українців повернулися на батьківщину, частина українців-офіцерів виїхала до Російської Федерації, уряд якої зобов’язався надати їм квартири.
Відплив із Естонії осіб українського походження певною мірою пов’язаний із труднощами отримання громадянства. Естонія запровадила закон про надання громадянства, на яке мали беззастережне право лише ті особи, які жили на її території до 16 червня 1940, їхні діти та онуки. Решта жителів неестонського походження могла отримати громадянство шляхом натуралізації, що передбачає проживання в країні не менше 5 років, складання іспиту з естонської мови та із закону про громадянство, а також наявність легального постійного прибутку.
1995 в Естонії налічувалося близько 39,6 тис. осіб української національності.
1997 в Естонії проживало понад 1 тис. громадян України. Ті, хто не має естонського громадянства, але постійно проживає на території Естонії, можуть брати участь у виборах органів місцевого самоврядування.
За даними Міністерства у справах народонаселення Естонії 7 років тому в країні проживало більше 28 тисяч вихідців з України, з яких більше 4 000 людей мало українське громадянство. Більшість — це люди робітничих спеціальностей. Місцями їх компактного проживання є великі міста Естонії — Таллін, Тарту, Пярну, Маарду. У той же час, значна кількість українців проживає в північно-східному регіоні Естонії (міста Нарва, Сілламяе, Кохтла-Ярве, Йихви), куди в радянські часи направлялись на роботу спеціалісти хімічної промисловості, шахтарі з України.

## Українські організації в Естонії

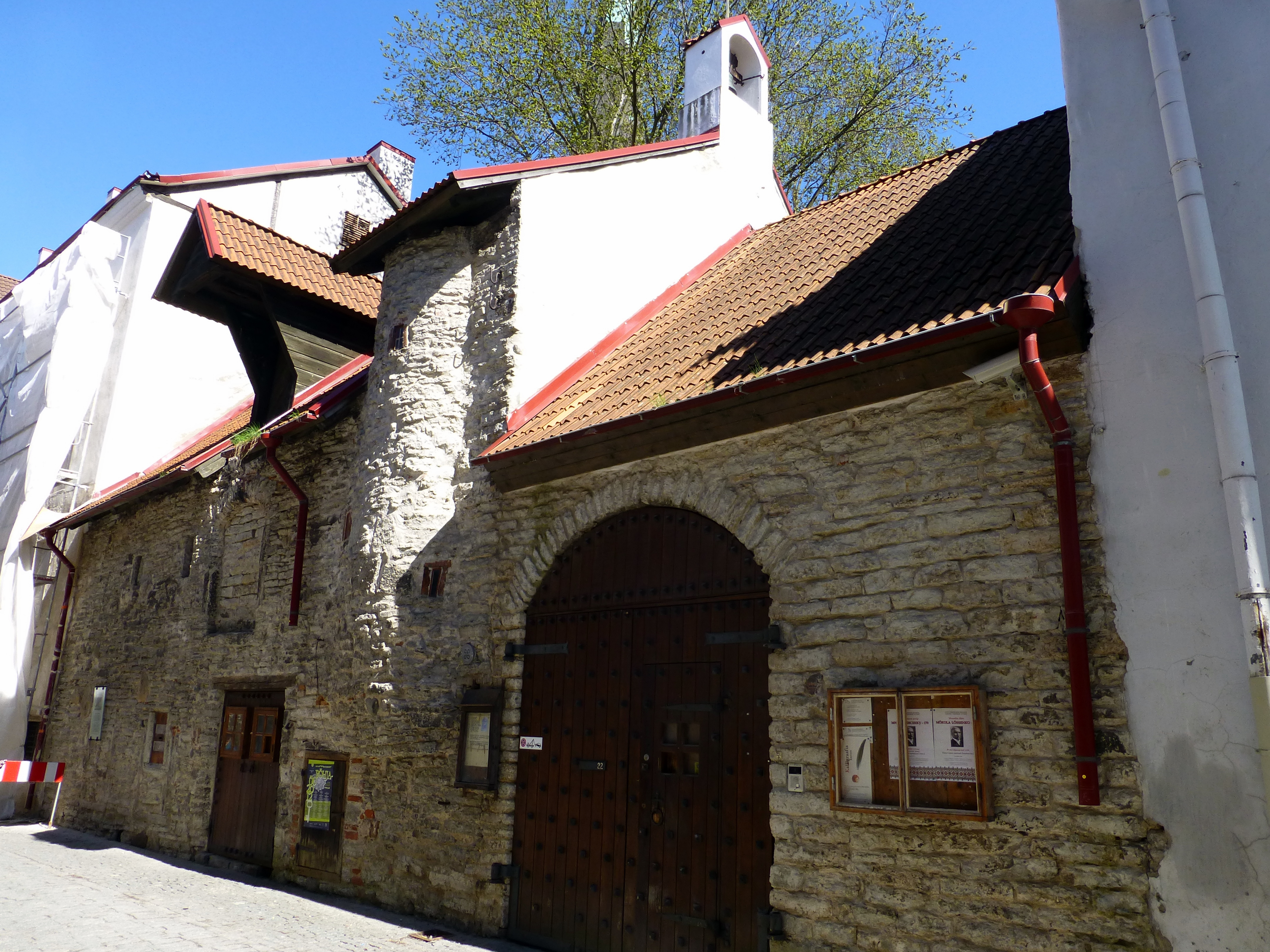
Українська греко-католицька церква у Талліні

Представники української діаспори в Естонії об'єднані в більш як 20 українських національно-культурних спільнот. Частина з них входить до складу Конгресу українців і Асоціації українських організацій в Естонії, друга частина організацій працює як самостійні одиниці. Товариства працюють як самостійні регіональні організації, кожне з них об'єднує не більше 50-70 членів.
Основним напрямом діяльності організацій української діаспори Естонії виступає культурно-просвітницький. З метою збереження національної культури і рідної мови, традицій і звичаїв українського народу організуються концерти, виставки, лекції з історії України, проводяться літературно-музикальні вечори, присвячені ювілейним датам відомих українських діячів і пам'ятним датам в історії українського народу.
Довгі роки єдиною українською організацією в країні, діяльність якої направлена на задоволення культурно-освітніх потреб українців в Естонії, збереження рідної мови і народних традицій, було Українське земляцтво Естонії, створене в 1988 році (керівник — Віра Коник, з 2017 року — Євген Цибуленко). Зроблена земляцтвом робота з популяризації української культури в Естонії була відзначена в 2001 році Почесною грамотою Кабінету Міністрів України.
У 2002 році земляцтво увійшло до складу створеного Конгресу українців Естонії (керівник — Віра Коник), який наразі об'єднує більше 10 організацій, серед яких: Союз українок Естонії (створений в червні 1998 року, керівник — Лілія Чикальська), скаутська організація «Пласт» (2002 рік, керівник — Богдан Лютюк) і спортивний клуб «Дніпро» (2003 рік, керівник — Сергій Іщенко), Українське земляцтво Іда-Вірумаа (2000 рік, керівник — Ніна Д'яченко), Українське культурно-просвітницьке товариство «Стожари» м. Маарду (2000 г., керівник — Леонід Чуприна), Українське земляцтво «Барвінок» м. Раквере (2004 р., керівник — Тетяна Ліндберг), Українське товариство «Смерічка» м. Ойзу (2003 р., керівник — Анна Лоовілі), Українське земляцтво м. Нарва (1996 р., керівник — Галина Малярова), Українське товариство м. Пилва (2004 р., керівник — Ліліана Черепаха).
Конгрес українців Естонії групується навколо Української греко-католицької церкви, яка розташована в одному будинку з українським культурним центром (керівник — Анатолій Лютюк). При церкві діє українська недільна школа і школа народних промислів, а також розташована невелика бібліотека.
В серпні 2007 року директору Центру української культури в Талліні, художнику, громадянину Естонської Республіки А. К. Лютюку за значний особистий вклад в укріплення авторитету України в світі, популяризацію її історичних і сучасних досягнень та через 16-у Річницю Незалежності України присвоєно звання Заслуженого художника України.
При організаціях Конгресу українців Естонії діє жіноча вокальна група «Ехо» (1989 р., керівник — Раїса Демчук), хор «Мрія» (1998 р., Таллін), хор «Батьківщина» (1998 р., Нарва), дівочий ансамбль «Вербиченька» (2005 р., Нарва), дівочий ансамбль «Джерела» (2004 р., Маарду), Українська театральна студія Артстудія (1995 р., Таллінн), Театр українського обряду «Вертеп» (2001 р., Маарду), Клуб української словесності (2003 р., Таллінн).
Конгрес українців Естонії є членом Асоціації народів Естонії, Європейського конгресу українців, Всесвітнього Конгресу українців, Української всесвітньої координаційоної ради. Представники Конгресу входять до складу круглого столу нацменшин при Президенті Естонії. Союз українок Естонії є членом Всесвітньої федерації українських жіночих організацій.
Створена в травні 2000 року Асоціація українських організацій в Естонії (АУОЕ, керівник — Володимир Паламар) об'єднує Українське культурно-просвітницьке суспільство «Просвіта» м. Таллінн (керівник — Оксана Мамутова), Союз української молоді в Естонії (керівник — Володимир Паламар), українське земляцтво м. Сілламяе «Водограй» (керівник — Л.Житник), молодіжно-дитячий хореографічний ансамбль «Колор» м. Таллінн (керівник — Ніна Коорт), Культурно-просвітницьке товариство «Орфей» м. Тапа (керівник — Любов Лаур), українське товариство м. Пярну «Вітчизна»(керівник — Ніна Сушко), українське культурне товариство м. Тарту «Промінь» (керівник — Микола Стасюк). При організаціях АУОЕ діють академічний хор «Україна», жіночий вокальний ансамбль «Сусідки».
В 2001 р. за значний внесок у формування позитивного іміджу України в світі та активну громадську діяльність, Асоціація була відзначена Почесною грамотою Кабінету Міністрів України.
Українське земляцтво м. Сілламяє «Водограй» (керівник — Лариса Житник) засноване в травні 1999 р. Діяльність зосереджена на роботі з дітьми та молоддю. В приміщенні земляцтва була відкрита українська недільна школа, робота якої зараз підтримується Інтеграційним фондом Естонії, керівництвом м. Сілламяе, посольством України в Естонії. Недільна школа Українського земляцтва «Водограй» — перша серед українських недільних шкіл отримала ліцензію Міністерства освіти і науки ЕР на право викладання рідної мови.
З вересня 2004 р., завдяки зусиллям керівника земляцтва Л. Житник, в загальноосвітній школі м. Сілламяє відкрився клас факультативного вивчення української мови. Методична допомога в викладанні української мови надається керівництвом Інституту української філології Національного педагогічного університету імені М. П. Драгоманова.
Земляцтво підтримує зв'язки з Центром україноведення Київського національного університету імені Тараса Шевченка, Центром гуманітарного співробітництва з українською діаспорою Ніжинського державного університету ім. М. Гоголя, середньою школою № 197 м. Київ, Товариством «Україна-Світ», Управлінням культури Броварської міської державної адміністрації.
За активну позицію з питань популяризації української культури та мистецтва за кордоном, створення позитивного іміджу України в світі Українське земляцтво міста Сілламяє «Водограй» було відзначене в 2003 році Грамотами Кабінету Міністрів України і Верховної Ради України, а в 2004 р. — Почесною грамотою Товариства «Україна-Світ».
Серед колективів художньої самодіяльності української діаспори Естонії відомим є фольклорний ансамбль «Журба», створений в 1992 році. Основна мета діяльності — відродження українських народних пісень, їх популяризація серед української і широкої естонської громадськості, а також ознайомлення жителів Естонії з українським народним одягом, звичаями і традиціями.
Ансамбль є членом Міжнародної асоціації національних культурних товариств «Ліра» і Естонського фольклорного товариства. В травні 2000 р. за підтримки «Радіо-4», Міністерства культури ЕР і Департамента культури Таллінна вийшла аудіокасета колективу. В 2004 р. ансамбль був атестований Фольклорним товариством Естонії з присвоєнням йому вищої категорії. У листопаді 2004 р. рішенням Колегії Міністерства культури і мистецтв України ансамблю «Журба» було присвоєно звання «народний любительський колектив».

## Забезпечення культурних, мовних та інших прав української діаспори
Відповідно до Конституції Естонії, розвиток естонської нації, збереження культурної традиції естонського народу є головною ціллю естонської державності. Разом з тим, для неестонців, які живуть в Естонії, Конституцією країни гарантовані можливості для збереження своєї мови та культурних особливостей, шляхом організації культурних товариств і навчання рідною мовою.
Для українського населення Естонії по суботах в ефірі четвертого каналу Естонського радіо звучить україномовна радіопрограма «Червона калина», в якій розповідається про громадсько-політичне та культурне життя України і української діаспори Естонії. При Українських земляцтвах таких міст як Таллінн, Сілламяе, Нарва і Маарду створені і діють недільні школи.
На естонському радіо також кожний тиждень виходить в ефір передача для дітей українською мовою «Люстерко», головною метою якої є допомога дітям у збереженні рідної мови. У програмі звучать українські пісні і казки, різна цікава для дітей інформація освітнього характеру, в тому числі підготовлена і передана Національною радіокомпанією України.
З 1999 по 2003 р. Українське земляцтво Естонії випускало українську газету «Струни», випуск якої був припинений через відсутність коштів.
Відомими українцями та представниками наукової, культурної і художньої еліти Естонії є скульптор Іван Зубака, художники Анатолій Страхов, Ярина Іло, Анатолій Лютюк, Ніна Винник, актори Євген Гайдук і Олександр Івашкевич, музикант Руслан Трочинський, театральний режисер Юрій Михайлів, історик Борис Дубовик, професор слов'янської філології Тартуського університету Олександр Дуліченко і педагог цього ж університету Людмила Дуліченко, професор міжнародного права і публіцист Євген Цибуленко.
Більшість українців — постійних жителів Естонії, які вирішили зв'язати своє життя з цією країною, позитивно сприймають ідею інтеграції етнічних неестонців в естонське суспільство, зберігаючи при цьому свою культуру, мову, національну ідентичність, для чого керівництвом Естонської держави створені потрібні умови.